# Käsestraße Bregenzerwald

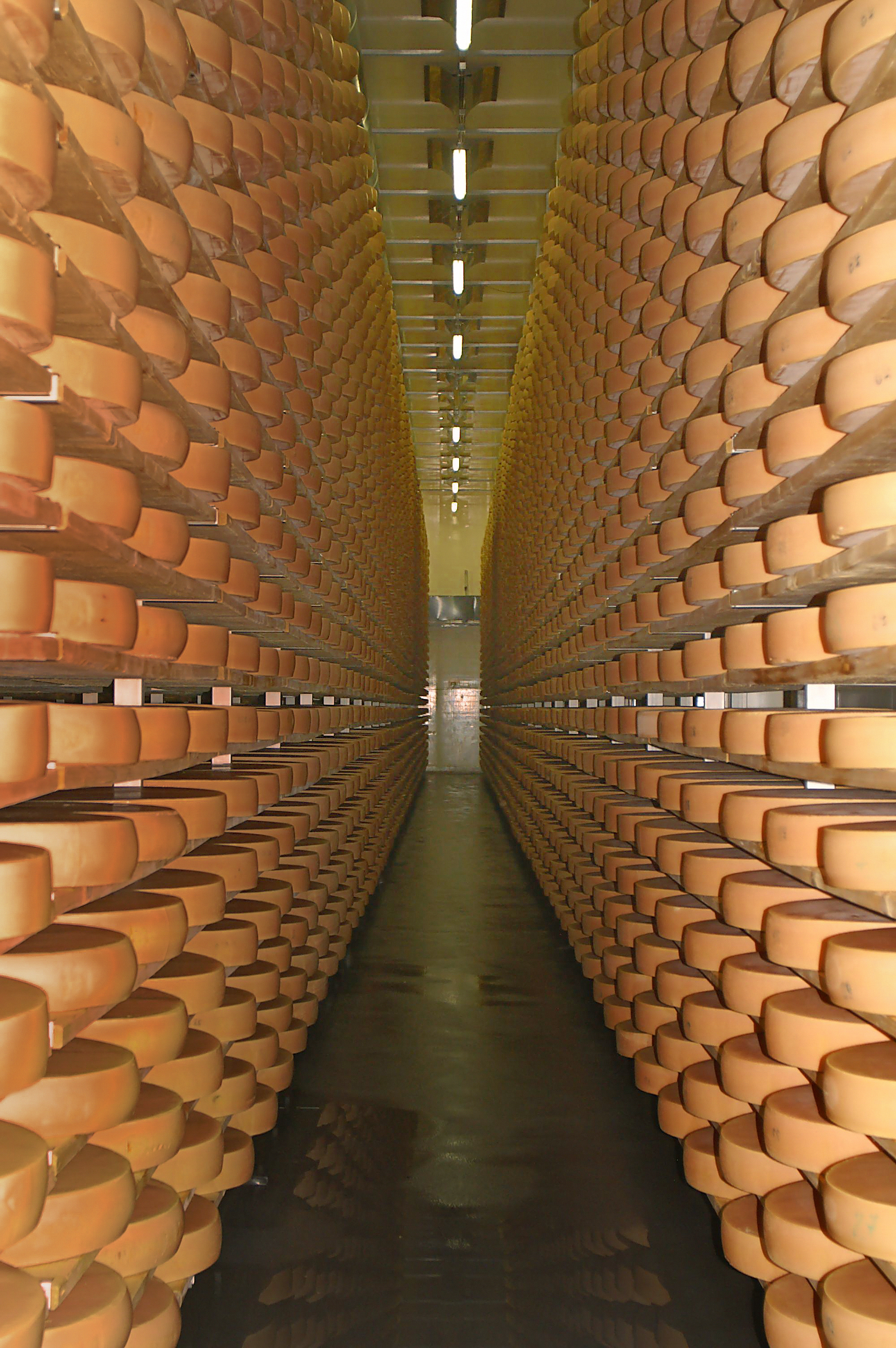
Bregenzerwälder Käsekeller in Lingenau

Die Käsestraße Bregenzerwald (Eigenschreibweise: KäseStrasse Bregenzerwald) ist ein Zusammenschluss von Herstellern und Vermarktern von Käse und anderen lokalen Spezialitäten im Bregenzerwald, Vorarlberg (Österreich). 
Das Ziel der Käsestraße es, die kleinstrukturierte Landwirtschaft im Bregenzerwald zu erhalten, die Vernetzung der Hersteller untereinander zu stärken und den Bregenzerwald als Genussregion zu vermarkten.

## Geografie
Die Käsestraße ist eine Themenstraße. Die Wanderroute entlang der Käsestraße führt über 75 km vom hinteren in den vorderen Bregenzerwald. Sie beginnt in Bregenz und verläuft entlang der Bregenzerwaldstraße L 200 und verbindet Dörfer durch die Alpen. Der höchste Punkt der Käsestraße ist der Gipfel des Diedamskopf.
Entlang dieser Route befinden sich viele Mitglieder der Käsestraße aus Gastronomie (Käsewirte) und Landwirtschaft (Sennereien, Käsemacher). Bauernmärkte und Besuchsmöglichkeiten bei Käsemachern sollen die Route besonders attraktiv für Touristen machen.

## Geschichte und Struktur
Anfang der 1990er war die Region noch nicht als Käseregion vermarktet. Der bevorstehende EU-Beitritt Österreichs verbreitete Angst unter den Landwirten. Nach dem EU-Beitritt 1995 sank der Milchpreis um bis zu 40 %, die Existenz vieler bäuerlicher Familienbetriebe war stark bedroht. In dieser Zeit entstanden die ersten Projekte zur bäuerlichen Produktveredelung und Direktvermarktung.
Der erste Ansatzpunkt zur Entwicklung des Projektes Käsestraße Bregenzerwald war der "Erste Vorarlberger Käsegipfel" 1994 in Bezau. Etwa 80 Vertreter aus den Bereichen Landwirtschaft, Tourismus, Sennereien, Gastronomie, Handel und Gewerbe sprachen über die Zukunft der Käsekultur.
Mit dem EU-Beitritt Österreichs 1995 wurden dem Bregenzerwald Mittel aus EU-Programmen, nämlich Ziel 5b (heute 2) und LEADER II (heute LEADER+) zur Entwicklung der Wirtschaft im ländlichen Raum zugesprochen.
1998 wurde die Marke „Käsestraße Bregenzerwald“ begründet. Der Verein zur Förderung der Bregenzerwälder Käsekultur und deren rund 170 Mitglieder decken den gesamten Bereich der Käseherstellung und -vermarktung ab: von Alpen und Landwirten über Sennereien bis zu Gastwirten und Hotels, darüber hinaus aber auch Handwerker, Fremdenverkehrsbetriebe wie Bergbahnen und Museen sowie regionale Tourismusverbände. Die Vermarktung erfolgt auch über Partner wie den Lebensmittelhändler Sutterlüty, mehrere Bäckereien und Metzgereien oder einzelne ADEG-Filialen.
Ohne die Käsestraße Bregenzerwald wäre für einen Großteil der kleinteilig strukturierten landwirtschaftlichen Betrieben in den 1990er Jahren ein wirtschaftliches Überleben nicht möglich gewesen.

## Schwerpunkte
Die Käsestraße Bregenzerwald stellt mehrere Besonderheiten der Käseherstellung im Bregenzerwald in den Fokus:
- die Pflege der traditionellen Dreistufenwirtschaft,[6] die 2010 als Immaterielles UNESCO-Kulturerbe aufgenommen wurde und für die die Käsestraße bei der UNESCO als Hauptansprechpartner angeführt wird[7]
- die Beschränkung auf silofreie Heumilch, wobei der Bregenzerwald die größte zusammenhängende silofreie Region der Europäischen Union darstellt[8]
- die Produktion des Bregenzerwälder Alp- und Bergkäse,[9][10] die als besondere Spezialitäten in das Projekt Genussregion Österreich eingebunden sind

## Aktivitäten entlang der Route

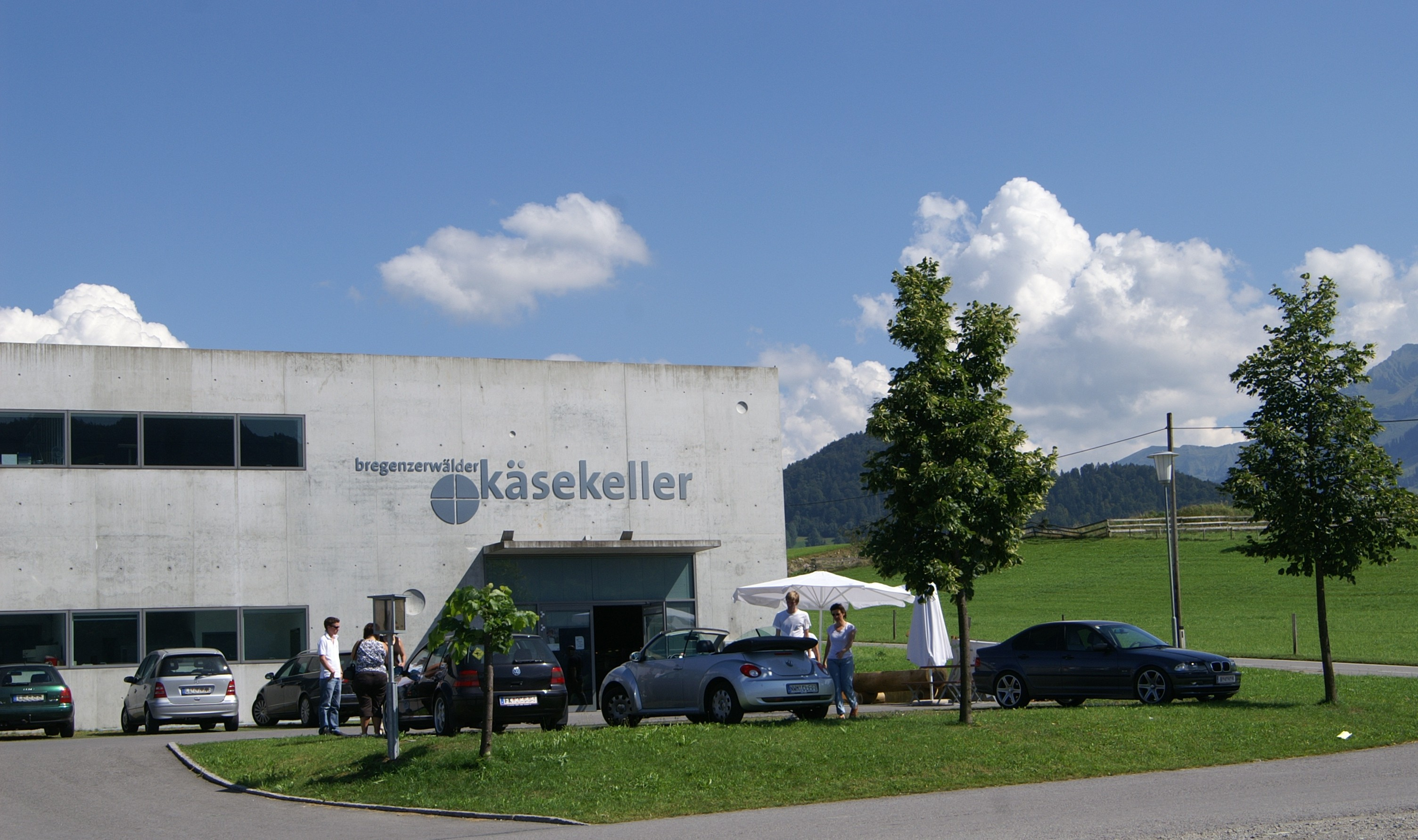
Käsekeller in Lingenau

Die Marketingstrategie der Käsestraße Bregenzerwald beschränkt sich nicht auf die Vermarktung des Endproduktes, sondern beinhaltet auch eine Präsentation der Käseherstellung und anderer traditioneller Bregenzerwälder Fertigkeiten. Die Besichtigung von Alpen, Sennereien, Schaukäsereien, des Käsekellers in Lingenau und des Alpensennereimuseums wird genauso angeboten wie der Besuch einer „Sennschule“ und die Besichtigung einer Metzgerei, einer Brauerei oder einer Imkerei.
Ein Augenmerk wird auch auf die Pflege des Brauchtums und kultureller Besonderheiten gelegt, wie etwa der lokalen Handwerkskunst, dem Bregenzerwälder Dialekt oder der traditionellen Tracht.

## Fotogalerie

Käseladen in Schwarzenberg
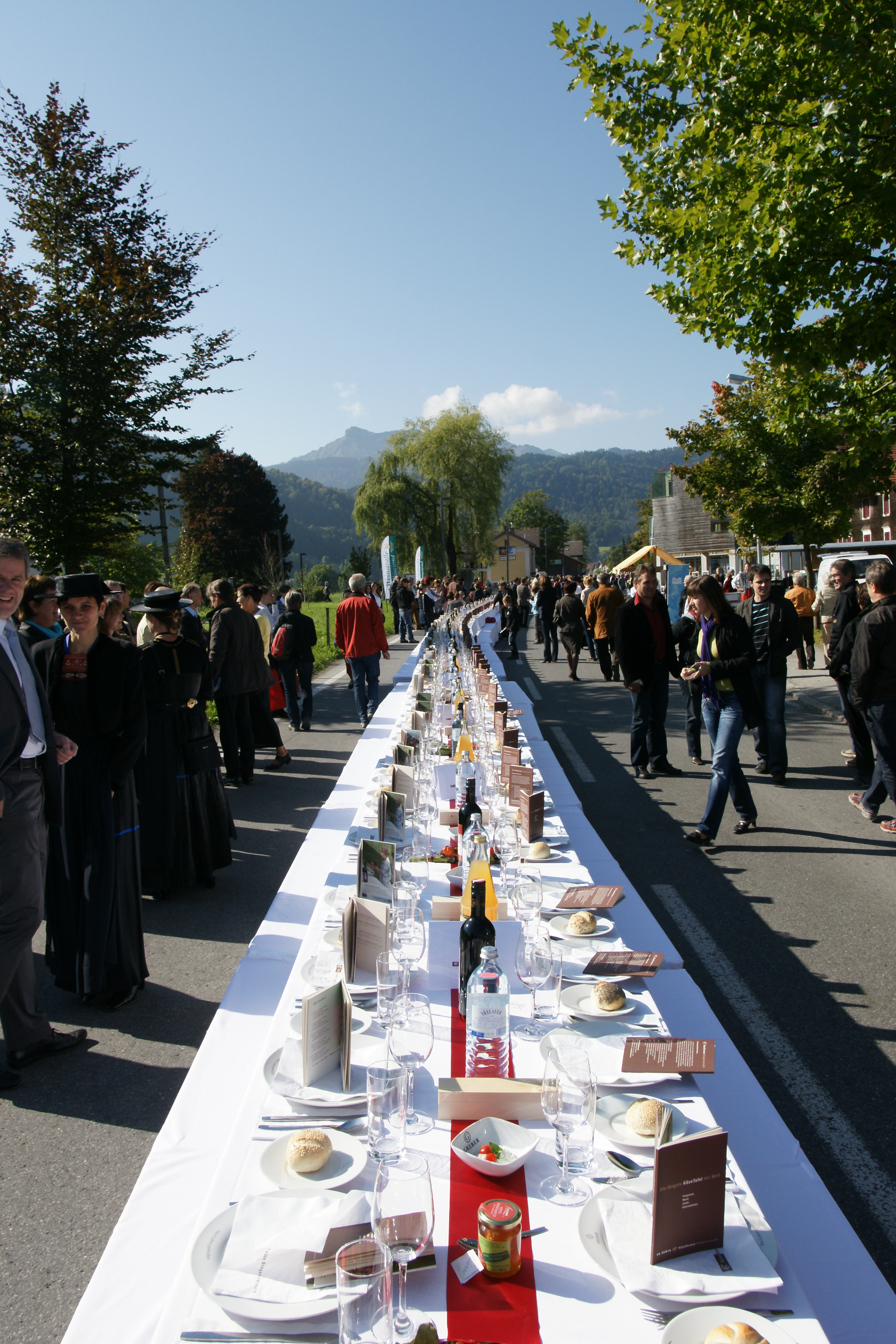
Am 27. September 2008 wurde anlässlich der Zehnjahresfeier der KäseStraße Bregenzerwald mit rund 479 m die weltgrößte Käsetafel in Andelsbuch gedeckt. Das Event lockte rund 1.700 Besucher.
Käseplatte